# Luis Alcoriza
Luis Alcoriza de la Vega (* 5. September 1918 in Badajoz, Spanien; † 3. Dezember 1992 in Cuernavaca, Mexiko) war ein mexikanischer Filmregisseur und Drehbuchautor spanischer Herkunft. Er schrieb die Drehbücher zu über 80 Filmen und inszenierte etwa 20 selbst.

## Biografie
Er wurde als Sohn von Theaterschauspielern in Spanien geboren. Während des Spanischen Bürgerkrieges emigrierte die Familie nach Mexiko, wo er ab 1940 im Film tätig war. Zunächst arbeitete er vor allem als Schauspieler und verkörperte als solcher beispielsweise Jesus Christus in María Magdalena, pecadora de Magdala, Miguel Contreras Torres’ Filmbiografie der Maria Magdalena aus dem Jahr 1946 und, ebenfalls unter der Regie von Contreras Torres, in Reina de reinas: La Virgen María aus dem Jahr 1949.
1946 begann Alcoriza, auch Drehbücher zu schreiben. Zu dieser Zeit heiratete er die Schauspielerin Raquel Rojas (später Janet Alcoriza), mit der er bis zu seinem Tod verheiratet blieb und mit der er in der Folgezeit die meisten seiner Drehbücher gemeinsam verfasste. Am bekanntesten ist dabei die Zusammenarbeit mit dem Regisseur Luis Buñuel. Alcoriza schrieb von 1949 bis 1962 die Vorlagen zu zehn seiner Filme. Für Die Vergessenen gewann er 1951 den Premio Ariel. Andere Regisseure, mit denen er als Drehbuchautor zusammenarbeitete, sind etwa Miguel M. Delgado, Rafael Baledón und Julián Soler.
1961 erschien mit Los Jóvenes seine erste Arbeit als Regisseur. Es folgten zahlreiche weitere Filme und auch seine Tätigkeit als Drehbuchschreiber konzentrierte er fortan vor allem auf eigene Regiearbeiten. Das Wunder von Tlayucan über ein ärmliches und zerstrittenes Dorf in Mexiko war bei der Oscarverleihung 1963 als „bester fremdsprachiger Film“ nominiert. Tarahumara war 1966 für den Golden Globe Award nominiert. Alcorizas Filme liefen beispielsweise im Wettbewerb der Internationalen Filmfestspiele von Cannes, der Internationalen Filmfestspiele Berlin, des Internationalen Filmfestivals Moskau und des Festival Internacional de Cine de San Sebastián.
In den 1970er Jahren schuf er Filme wie Mecánica nacional (1972), gemeinsam mit Gabriel García Márquez Presagio (1974), und die Politiksatire Las fuerzas vivas (1975). Der Tod Francisco Francos war für ihn Anlass, in Spanien die Filme Tac-tac (1982) und, nach einem Roman von Miguel Delibes, La Sombra del ciprés es alargada (1990) zu drehen. Für Lo que importa es vivir gewann er 1988 den Goya.
1990 wurde er bei der Verleihung des Premio Ariel mit einem Ehrenpreis ausgezeichnet. Nach seinem Tod im Jahr 1992 ehrte man ihn, ebenfalls bei der Premio-Ariel-Verleihung, mit der Salvador-Toscano-Medaille.

## Filmografie (Auswahl)

### Regie
- 1961: Los Jóvenes
- 1962: Das Wunder von Tlayucan (Tlayucan)
- 1963: Haifischfänger (Tiburoneros)
- 1964: Amor y sexo
- 1965: El Gángster
- 1965: Tarahumara
- 1970: El Oficio mas antiguo del mundo
- 1970: Paraíso
- 1972: Mecánica nacional
- 1974: El Muro del silencio
- 1975: Presagio
- 1975: Las fuerzas vivas
- 1980: A paso de cojo
- 1981: Semana santa en Acapulco
- 1982: Tac-tac
- 1983: El Amor es un juego extraño
- 1985: Terror y encajes negros
- 1987: Lo que importa es vivir
- 1988: Día de muertos
- 1990: La Sombra del ciprés es alargada

### Drehbücher
- 1946: El Ahijado de la muerte
- 1949: Der große Lebemann (El gran calavera)
- 1950: Tú, solo tú
- 1950: Die Vergessenen (Los olvidados)
- 1951: Si usted no puede, yo sí
- 1951: El Siete machos
- 1951: Die Tochter der Lüge (La Hija del engaño)
- 1953: El Bruto, der Starke (El bruto)
- 1953: Gitana tenías que ser
- 1953: Er (El)
- 1954: Die Illusion fährt mit der Straßenbahn (La ilusión viaja en tranvía)
- 1955: Der Fluss und der Tod (Río y la muerte)
- 1955: La Vida no vale nada
- 1956: Der Tod in diesem Garten; auch: Pesthauch des Dschungels (La Muerte en este jardín) – Regie: Luis Buñuel
- 1956: El Inocente
- 1958: Escuela de rateros
- 1959: Für ihn verkauf’ ich mich (La Fièvre monte à El Pao)
- 1960: El Esqueleto de la señora Morales
- 1961: Los Jóvenes
- 1962: Der Würgeengel (El ángel exterminador)
- 1962: Das Wunder von Tlayucan (Tlayucan)
- 1963: Haifischfänger (Tiburoneros)
- 1965: El Gángster
- 1965: Tarahumara
- 1970: El Oficio mas antiguo del mundo
- 1970: Paraíso
- 1972: Mecánica nacional
- 1974: El Muro del silencio
- 1975: Presagio
- 1975: Las fuerzas vivas
- 1981: Semana santa en Acapulco
- 1982: Tac-tac
- 1983: El Amor es un juego extraño
- 1987: Lo que importa es vivir
- 1988: Día de muertos
- 1990: La Sombra del ciprés es alargada

### Schauspieler
- 1942: La Virgen morena
- 1946: María Magdalena, pecadora de Magdala
- 1948: Reina de reinas: La Virgen María